# ルッツ・ダンベック
ルッツ・ダンベック（独: Lutz Dammbeck、1948年10月17日 - ）は、ドイツの画家、グラフィックデザイナー、写真家、映画監督。

## 経歴
ダンベックは、植字工としての教育を受けたあと、ライプツィヒ版画・製本芸術大学でグラフィックデザインを研究。1974年以降、画家、およびグラフィックデザイナーとして独立。1976年以降は、作家、アニメーター、様々なデーファ（DEFA）の実験映画やアニメ映画の監督としても活動。1978年、ドレスデン　の第8回東ドイツ芸術展覧会にも出典。1976年からは、様々な相互メディア展示プロジェクト、芸術雑誌の編集、オルタナティブな作品のための「モゴロン芸術賞（Mogollon-Kunstpreis）」を設立。チューリヒとローザンヌでデッサンのトリエンナーレに参加。
1970年代初めには、アニメーションが実験場および表現手段であることを発見。
1982年に作家ハイナー・ミューラーのテクストからインスピレーションを得て『ヘラクレス・コンセプト（Herakles-Konzept）』を制作を開始し、絵画、コラージュ、インスタレーション、映画、メディア演出、アーカイブからの作品を今日までずっと変わらずに作り続けている。モンタージュとして、雑誌の切り抜き、アーカイブに保存されている資料、写真を収集し、それらの編集、組み合わせを行いながら、『記憶の考古学（Archäologie der Erinnerung）』を制作している。
1984年からデッサウ・バウハウス校およびドレスデンのインターナショナル・ミュージックフェスティバルのために、絵画、ダンス、映画、音楽のメディアコラージュを作成。友人と共に、「ライプツィヒ第一秋サロン（1. Leipziger Herbstsalon）」を構想、視覚芸術家連盟の関与なしで、ライプツィヒ・メッセハウスでの展覧会を企画。1985年、サンパウロのビエンナーレに参加した。
1986年、出国許可を申請し、ハンブルクに移住。そこで「ヘラクレス・コンセプト」を進め、ドキュメンタリー映画、アニメーション映画に熱意を注ぐ。1990年、映画制作会社を設立。1992年～1993年までハンブルクデザイン専門大学の客員教授となり、1998年からドレスデン視覚芸術大学の教授になる。1997年、ベルリンマルティン・グロピウス会館での展覧会『ドイツのイメージ（Deutschlandbilder）』と『20世紀（Das XX. Jahrhundert）』に参加。
2005年、ケーテ・コルヴィッツ賞を受賞。

## 展覧会
- 2010: Lutz Dammbeck. Re_Re-Education, Sprengel Museum Hannover

## 主な映画
- "Der Mond", Animationsfilm, 1975
- "Lebe!", 1978
- "Metamorphosen I", Experimentalfilm, 1979
- "Der Schneider von Ulm", Animationsfilm, 1979
- "Hommage à la Sarraz", Experimentalfilm, 1981
- "Einmart", Animationsfilm, 1982
- "Die Entdeckung", 1983
- "Die Flut", Animationsfilm, 1986
- "Herakles Höhle", Experimentalfilm, 1983-1990
- "Zeit der Götter", Dokumentarfilm, 1993
- "Herzog Ernst", Animationsfilm, 1993
- "Dürers Erben", Dokumentarfilm, 1995
- "Das Meisterspiel", Dokumentarfilm, 1998
- "Das Netz", Dokumentarfilm, 2004
- "Overgames", Dokumentarfilm, 2015

## 出版
- "Katalog Lutz Dammbeck - Bilder, Collagen, Aktionsdokumentation", Bauhaus Dessau 1986
- "Katalog Lutz Dammbeck - Herakles Konzept", Berlin 1997
- "Das Netz - die Konstruktion des Unabombers", Januar 2005
- Kurzbiografie zu: Dammbeck, Lutz. In: Wer war wer in der DDR? 5. Ausgabe. Band 1. Links, Berlin 2010, ISBN 978-3-86153-561-4.